# Perros del mar

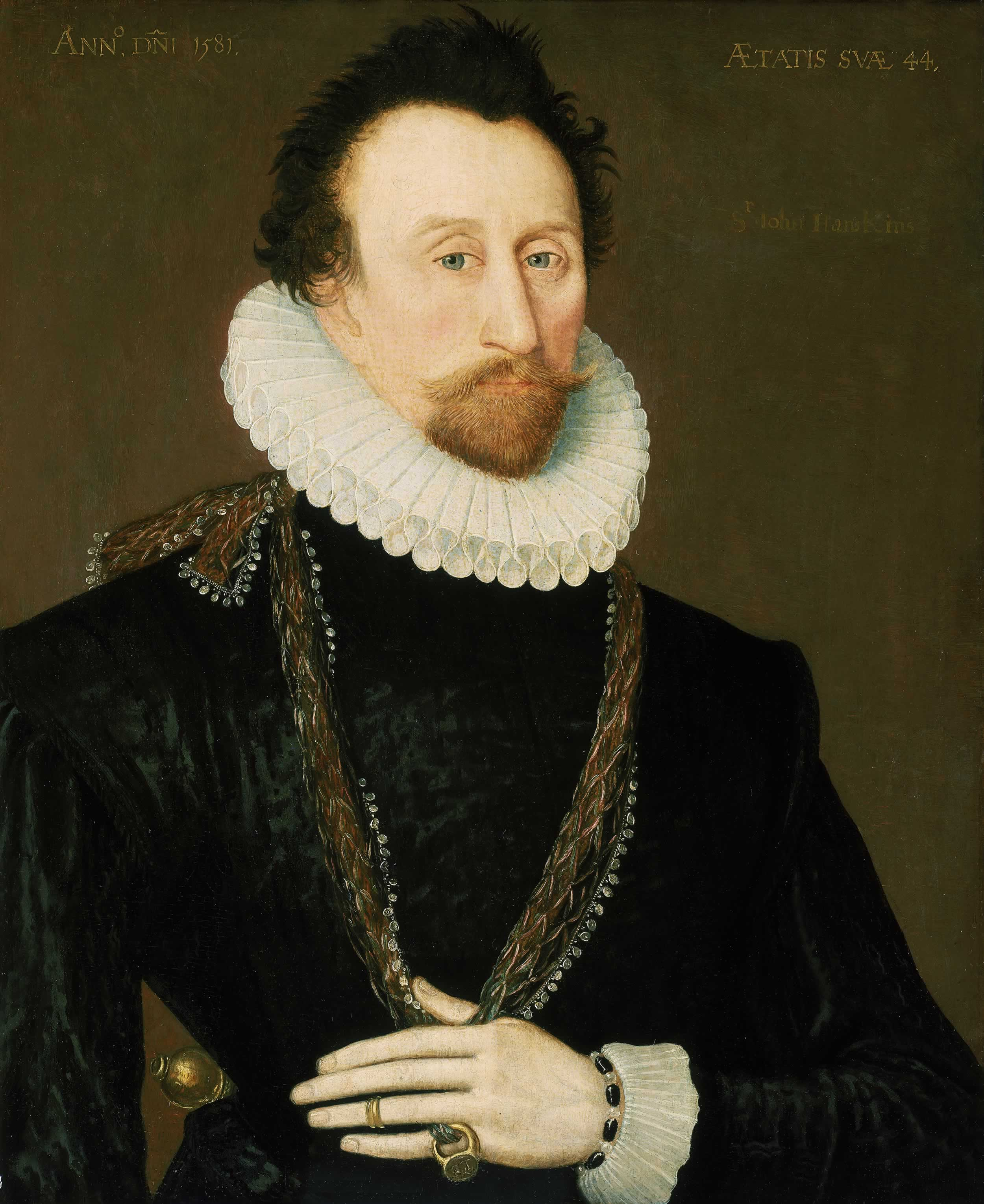
John Hawkins fue el líder de los perros marinos en la década de 1560.

Los perros del mar (del inglés: Sea Dogs) fue el nombre con el que eran conocidos en la época de Isabel I de Inglaterra un grupo de aventureros y comerciantes ingleses que practicaron la piratería y el corso. Estuvieron activos desde 1560 hasta 1605.
En la década de 1560, John Hawkins fue el líder de los perros del mar y se dedicó principalmente a realizar ataques contra barcos españoles en el Caribe. Los perros del mar también participaban en el comercio de esclavos desde África.
Sir Francis Drake fue también un miembro de los perros del mar  y participó en los ataques contra los convoyes españoles en la costa del Pacífico, en lo que hoy en día es San Francisco. Otros perros del mar fueron Walter Raleigh, Martin Frobisher y John Davis.
Después de 1604, cuando se acordó la paz con España, muchos perros del mar continuaron sus actividades como corsarios encontrando empleo en los Estados de Berbería, dando lugar a la piratería anglo-turca, para vergüenza de la Corona inglesa.